# Prise du palais Dasman
Guerre du Golfe
Batailles
- Bataille des ponts
- Prise du palais Dasman
- Bataille de l'île de Failaka
- Vol British Airways 149

- Opération Bouclier du désert
- Opération Artimon
- Busiris
- Salamandre
- Tempête du désert
- Daguet
- Bataille d'Ad-Dawrah
- Bataille de Khafji
- Bataille au large de Bubiyan
- Bataille de Hafar Al-Batin
- Highway of Death
- Bataille de 73 Easting
- Medina Ridge
- Aérodrome de Jalibah
- Bataille de Norfolk

- Aérodrome de Safwan
- Bataille de Rumaila

La bataille du palais Dasman est livrée les 2-3 août 1990 entre les forces irakiennes et koweïtiennes pendant la guerre du Golfe.

## Déroulement de la bataille
Le 2 août à 1h30 du matin, les forces spéciales irakiennes vêtues en civils et des troupes héliportées lancent une attaque sur le palais Dasman à Koweït City, la résidence de l'émir du Koweït. Moins d'une heure plus tard, l'émir est évacué. La garde nationale koweïtienne et la police locale parviennent à reprendre le contrôle de l'extérieur et de l'intérieur du bâtiment.
À 5h00, l'armée irakienne lance à nouveau une attaque contre le palais, soutenue par des blindés. Les combats font rage pendant une heure, une douzaine de Koweïtiens sont tués. La garde républicaine irakienne atteint par ailleurs la capitale koweïtienne vers minuit le 3 août et sécurise les environs. Le palais est alors occupé et pillé par les Irakiens. Les autorités irakiennes affirment que 50 Koweïtiens ont été tués dans les échanges de tirs tandis qu'un soldat irakien a compté les corps de 25 koweïtiens gisant devant le palais.
Il s'agit de l'une des quelques rares résistances koweïtiennes à l'invasion irakienne. Le 4 août, le Koweït est occupé par les Irakiens.

## Personnalités mortes durant la bataille
- Fahad Al-Ahmed Al-Jaber Al-Sabah, officier militaire et dirigeant sportif koweïtien.